# Білевич Омелян Андрійович
Білéвич Омелян Андрійович (10 серпня 1913, містечко Кукезів Кам'янка-Бузького району Львівської області — 23 серпня 2000 у Львові) — кандидат філологічних наук, доцент, викладач латинської мови, громадський діяч, дослідник історії античної ветеринарної медицини.

## Біографія
Омелян Білевич народився 10 серпня 1913 року в містечку Кукезів Кам'янка-Бузького району на Львівщині.
Був наймолодшим серед десяти дітей у родині. Мати дала всім дітям релігійне виховання, батько був політично грамотним, трьох синів батьки послали на навчання до Львова, а в 1918 році — двох синів до Української Галицької Армії.
У Кукезові закінчив початкову школу і від 1924 до 1932 року навчався у Львові у філії Української академічної гімназії, де основну увагу приділяли вивченню мов.
Після гімназії вступив на юридичний факультет Львівського університету. Одночасно займався торгівлею, щоб можна було платити за навчання. До Другої світової війни закінчив три курси права.
У 1944 році виїхав на Лемківщину, де його брат Олексій був священником. Тут в українських селах вчителював разом із дружиною Стефанією.
Повернувшись до Львова, вступив до університету (1946 рік) на класичну філологію (старогрецька і латинська мови), яку закінчив у 1951 році.
1953 року був прийнятий на посаду асистента кафедри іноземних мов Львівського зооветеринарного інституту (сьогодні університет ветеринарної медицини), у 1959 році переведений на посаду старшого викладача.
У 1971 році захистив кандидатську дисертацію на здобуття наукового ступеня кандидата філологічних наук (Львівський державний університет, факультет іноземних мов), а в 1974 році отримав вчене звання доцента.
На кафедрі Омелян Білевич викладав латинську мову до першого листопада 1990 року.
Помер 23 серпня 2000 року і похований на Янівському цвинтарі у Львові.

## Іноземні мови
Омелян Білевич володів такими мовами: українською, німецькою, російською, польською, старогрецькою і латинською.

## Родовід
Рід Омеляна Білевича простежується вже від кінця XVII століття. Найстаршим предком з кукезівської лінії Білевичів був Кузьма Білевич, про якого пише в 1699 році у своєму привілею для містечка Кукезова син польського короля Яна Собеського — Костянтин. Кузьма Білевич був за професією мельником, але як один зі шести найповажніших мешканців Кукезова отримав від королевича право нагляду над усім будівництвом у Кукезові, тобто Кузьма Білевич водночас виконував функцію архітектора містечка Кукезів. Королевич Костянтин дуже шанував Кузьму, називаючи його «славетним». У старому Помянику церкви св. Миколая у Кукезові за 1755 рік є запис про те, щоби в церкві згадувати ім'я Кузьми як будівничого кукезівської церкви, його жони Анастасії та їх «чад» (дітей). Це якраз той Кузьма, про якого говорить королевич Костянтин.

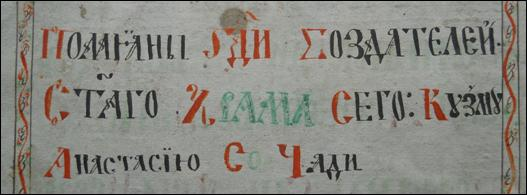
Запис із церковного Помяника у Кукезові 1755 року

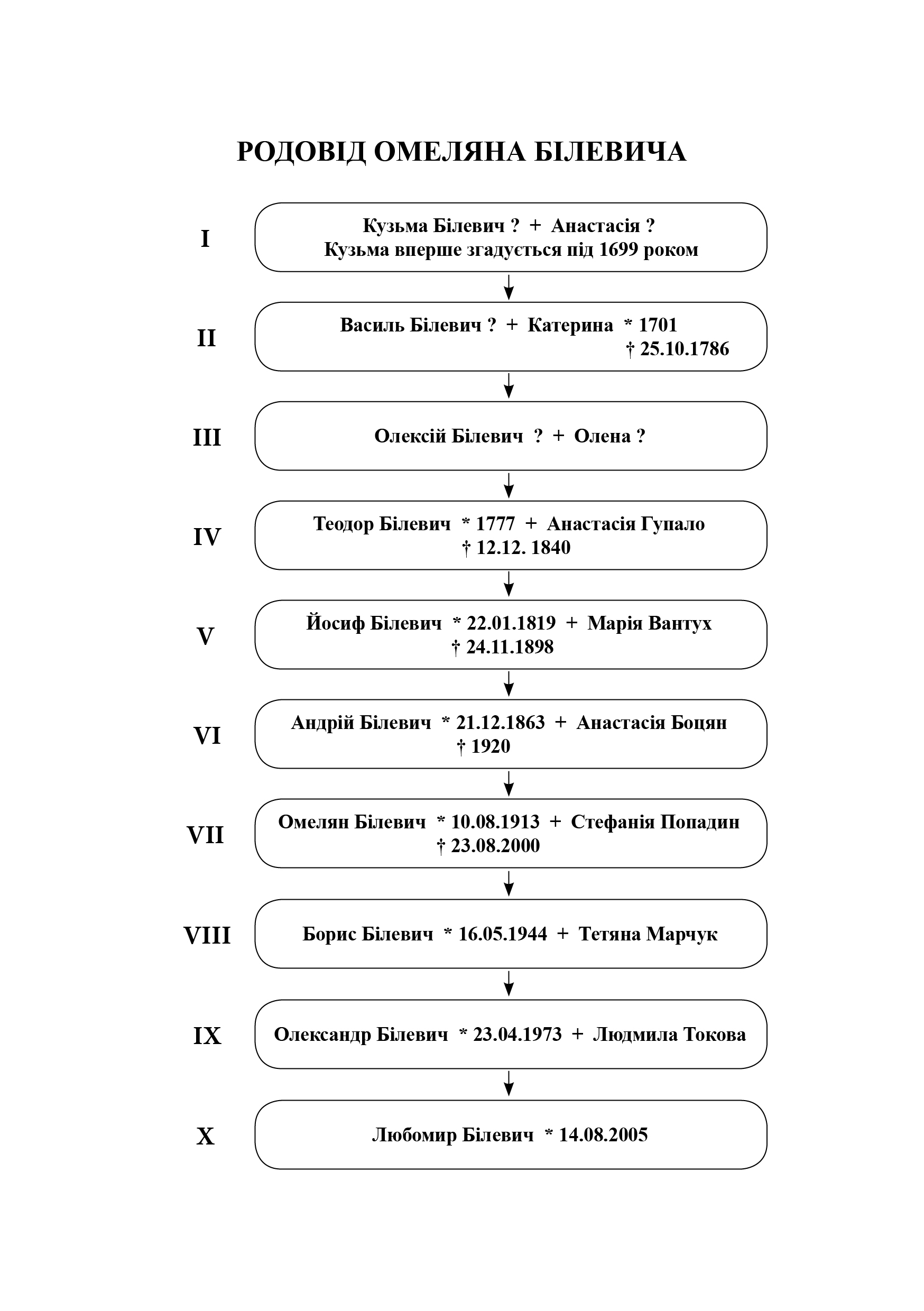
Родовід Омеляна Білевича

На основі документів Центрального державного історичного архіву України, м. Львів Михайло Падура склав родовід Омеляна Білевича від другої половини XVII століття.

## Громадське життя
Омелян Білевич назавжди залишився вірним тим засадам християнської і національної моралі, яких його навчали спершу вдома, потім в українській школі й особливо в українській гімназії. Живими прикладами в усьому йому служили національно свідомі й релігійні батьки, освічені й високо патріотичні брати, вся суспільна атмосфера дорадянського часу в Галичині. Перед війною разом з дружиною були активними членами українського товариства «Просвіта», а коли почала розвалюватися комуністична система у кінці 80-х років минулого століття й коли Українська греко-католицька церква виходила з катакомбів, Омелян Білевич відразу знайшов своє місце у нових обставинах: став ініціатором відкриття греко-католицької церкви у своєму мікрорайоні Львова, де жив від 1924 до 2000 року, — на Знесінні, на території лакофарбової бази.

## Наукова діяльність
Був свідомий того, що за написання історії античної ветеринарної медицини мають братися не тільки фахівці з ветеринарної медицини, а й класичні філологи, і в першу чергу ті, котрі викладають латинську мову у вищих ветеринарних навчальних закладах, тому що першоджерела для вивчення античної ветеринарної науки написані старогрецькою та латинською мовами, якими Омелян Андрійович володів досконало.
Опрацювання античної ветеринарної літератури до нього в Україні майже не проводилося. Ось чому Омелян Білевич обрав темою своєї дисертації античну ветеринарну літературу, точніше — фрагменти цієї літератури, бо повних творів з цієї галузі, крім окремих спеціальних книг, античність нам не передала, їх не пощадив «зуб часу».
Насамперед звертає на себе увагу у праці Білевича об'єкт його вивчення, який творили три великі джерела: перше — це «Збірник грецьких гіппіатрик»; друге — окремі розділи із творів римських письменників, що писали про сільське господарство, де зачіпали питання тваринництва та ветеринарії; і нарешті, третє джерело — це окремі твори так званих римських медиків — Пелагонія, Хірона і Вегеція. Деякі відомості автор знаходив теж у творах лікарів, філософів, істориків та поетів. Вже перша стаття доцента Омеляна Білевича у 1965 році під назвою "Антична етимологія слова «veterenarius» була новим словом як у ветеринарній медицині, так і в філології.
По крупинках збирав Омелян Білевич інформацію у численних авторів про найдавніші відомості щодо лікування тварин і знайшов їх у Гомера, Гесіода та у Гіппократа. Перші хвороби коней описав Ксенофонт. Він також показав, що вік коня можна визначити за зубами.
Для мовознавства важливим є те, що доц. Омелян Білевич вперше дослідив грецьку термінологію різних захворювань і подав грецько-латинські паралелі найпоширеніших хвороб.

## Творчість
Склав два термінологічні словники з ветеринарної медицини:
1. Грецько-український античний гіппіатричний словник.
2. Латинсько-український античний буіатричний словник.

## Праці
Доц. Омелян Білевич як учений є автором навчальних посібників з латинської мови для студентів ветеринарного факультету і 20 наукових статей, у яких виклав результати свого дослідження історії античної ветеринарної медицини (Греції та Риму).

### Навчальні посібники
1. О. А. Білевич. Учбовий посібник з латинської мови для студентів перших курсів. — Львів, 1971.
2. О. А. Білевич. Латинська мова. — Львів, 1976. 3. O.Bilevyč, М.Padura. Lingua Latina veterinaria. — Львів, 1998.

### Основні наукові публікації
1. Антична етимологія слова veterinarius // Міжвідомчий республіканський збірник Іноземна філологія. — Вип. 4. — Львів, 1965. — С. 70 — 75.
2. Апсирт Віфінський // Збірник наукових праць з нагоди 50-ліття кафедри іноземних мов Львівської академії ветеринарної медицини імені С. З. Ґжицького «І чужому научайтесь…». — Львів, 1996. — С. 140—147.
3. До історії ветеринарних наук. Виникнення ветеринарних наук в античному Римі // Наукові праці. Дослідження з ветеринарії. — Т. 16. — Львів, 1969. — С. 83 — 91.
4. Пам'ятник ветеринарної науки. Грецькі гіппіатрики // Журнал Тваринництво України. — Київ: Урожай, 1968. — № 8.
5. Древнегреческий ветеринарный писатель Феомнест // IV Всесоюзная конференция по классической филологии / Тезиси докладов: Тбилисский университет. — Тбилиси, 1969.
6. О ветеринарии в древней Греции и Риме // Журнал Ветеринария. Москва, 1971. — № 3. — С. 122—123.
7. Лоймографія в античній літературі // Міжвідомчий республіканський збірник Іноземна філологія. — Вип. 24. — Львів, 1971. — С. 92 — 97.
8. Публій Вегецій Ренат у світлі сучасної науки // Респ. збір. Іноземна філологія. — Вип. 36. — Львів, 1974. — С. 47 — 52.
9. Муломедицина Хірона // Пам'ятка латинської ділової, народної мови й античної науки // Міжвідомчий республіканський збірник Іноземна філологія. — Вип. — 91. — Львів: Вища школа, 1988. — С. 3 — 6.
10. О. А. Білевич, О. М. Комарницький. Античні лікарі, їх соціальне становище і моральне обличчя // Міжвідомчий республіканський збірник Іноземна філологія. — Вип. 95, 1989. — С. 96 — 101.

### Видання
- Омелян Білевич. Антична ветеринарна література: автори, книги й ветеринарна термінологія. Монографія /за редакцією проф. Михайла Падури. — Львів, 2020. — 255 с. (електронний варіант).